# シティ・オブ・メン
『シティ・オブ・メン』（原題: Cidade dos Homens, 直訳: 「男たちの街」）は、2007年にパウロ・モレッリ監督により製作されたブラジルの映画である。
ブラジルのリオデジャネイロの丘に広がるファヴェーラ（いわゆるスラム、貧民街）に暮らすラランジーニャとアセロラという2人の少年の成長した姿とその友情、ギャングたちにより引き裂かれた彼ら2人の父親をテーマとした作品である。
2007年第51回ロンドン国際映画祭および、2008年第58回ベルリン国際映画祭に正式に出品された。日本公開は2008年8月9日。

## 概要
『シティ・オブ・ゴッド』が製作された後に、製作された短編映画『Palace II』（パラシ2、日本題：『ゴールデン・ゲート』、2000年）をもとにブラジル本国で放送されたTVシリーズ全9話『Cidade dos Homens』（シダージ・ドス・オーメンス、英題：『シティ・オブ・メン』、日本題：『シティ・オブ・ゴッド TVシリーズ』2002年）を基本として、同じ物語の設定上で製作されたのがこの作品である。つまり本作品は、短編映画をもとに製作、放送されたTVドラマシリーズの続編であり、その完結編となる作品である。
『シティ･オブ･ゴッド』はパウロ・リンスの小説を元に実際に存在するファヴェーラのひとつ、シダージ・ジ・デウス（シティ・オブ・ゴッドはこの英訳）で暗躍するギャングたちの姿、あるいは少年たちがギャングになる様子を描いているのに対し、本作では舞台をデッド・エンド・ヒルというファヴェーラで育ったアセロラとラランジーニャの成長した姿を軸として、彼らの視点に立った物語が展開されている。

## 登場人物
役名はすべてアペリード（ニックネーム、あだ名）である。なお、これはブラジルでは本名が父親と母親の名前を引き継いで長くなること、また類似した名前も多いことなどから慣習化したものである。
- Laranjinha（ラランジーニャ） - Darlan Cunha（ダルラン・クーニャ）

本作の主人公。本名はウォーレス。あだ名の意味は小さいオレンジ。エスペトとマドゥルガドの従兄弟。アセロラの友達。クールな口調でアセロラに突っ込みを入れたり、アセロラの無計画ぶりにぶち切れ喧嘩ばかりしているが、彼を見捨てたりせずに手助けしている。しかし、クールな性格の裏には見栄っ張りで恥ずかしがり屋な一面もあわせもつ。
- Acerola（アセロラ） - Douglas Silva（ドグラス・シルヴァ）

本作のもう一人の主人公。本名はルイス・クラウジオ。あだ名はアセロラだが、エスペトからはアサイーと間違えられている。ラランジーニャとは友達。ギャングが大嫌いで腕っ節が弱い少年。口だけは達者で後先考えずに調子に乗って行動する性格があり、そのせいでギャングの揉め事に巻き込まれて命を落としかけたことが何度もある。ラランジーニャとはよく見栄の張り合いをしたり、自分の犯したドジの尻拭いをしてもらったりなど何かとトラブルや喧嘩が絶えないが、大人になった今でも彼等の友情は変わらない。
- Madrugadão（マドゥルガド、より正確な発音・カタカナ表記はマドゥルガダォン） - Jonathan Haagensen（ジョナタン・アーゲンセン）

ラランジーニャの従兄弟の一人。名前の意味は「真夜中」。デッド・エンド・ヒルを仕切るボスB.B.直属の部下であり「将軍」と呼ばれている権力者である。物語が進むにつれ、彼よりも階級が上の幹部たちが登場した。
- Espeto（エスペト、より正確な発音・カタカナ表記はイシュペト。(ただし、これはリオ発音にしたがったもので、サン・パウロ発音ではエスペット)） - Phellipe Haagensen（フェリピ・アーゲンセン）

ラランジーニャの従兄弟の一人。名前の意味は「串」。マドゥルガドの弟分でマドゥルガドに次ぐ権力者の一人である。9話「BURACO QUENTE（熱い銃創）」では彼をメインとし、警察に撃たれて死の淵をさまようことになったことから恋人と共に彼がギャングを抜けるというエピソードが描かれている。なお、1話では別の俳優がエスペト役を演じているのだが、DVD版の吹き替えではどちらも同じ声優(声：岸本周也)が演じている。フェリピがエスペト役として本格的に参加するようになるのは2話「O CUNHADO DO CARA（そのガキ、ボスの舎弟につき）」からである。
- Nefasto（ネファスト） - Eduardo BR Piranha

マドゥルガドの部下だったが後に裏切り、敵対するグループのリーダーとして君臨し、マドゥルガドと対立する。

## 作品解説
本作品は『シティ･オブ･ゴッド』を製作するにあたり、まったく素人の少年たちの演技訓練、あるいは映画制作の予行演習として撮影された短編映画『Palace II』を発端とする。

### 『シティ・オブ・ゴッド』との関係
『シティ・オブ・ゴッド』の監督フェルナンド・メイレレスも製作として参加している。
本作品は、日本で公開されるにあたり、ファヴェーラ・サーガ第2章と銘打たれている。そのため『シティ･オブ･ゴッド』を前作と呼び、またその続編といわれる場合がある。しかしブラジルのリオ・デ・ジャネイロの丘に広がるファヴェーラといわれるスラムを舞台とし、ギャングの少年たちや麻薬ブローカーが登場すること以外は、『シティ･オブ･ゴッド』との関連性はなく、ファヴェーラの設定場所、登場する人物や役名も異なる。
したがって『シティ・オブ・ゴッド』とはまったくの別作品で、物語上での関連性もない。このことはパウロ・リンスもフェルナンド・メイレレスも公式サイトで明言している。またこれらの理由から、厳密な意味でのスピンオフ作品とは異った性格を持った作品である。

#### 配役・役名
『シティ・オブ・ゴッド』ではダルラン・クーニャはリトル・ゼに命令されて仲間の子供を撃ち殺した挙句に抗争に巻き込まれて死ぬフィレ・コム・フリッタ（フライのステーキ）役、ドグラス・シルヴァは幼少のリトル・ゼ役、ジョナタン・アーゲンセンは警官に撃ち殺される間抜けで哀れなチンピラ役、フェリピ・アーゲンセンはリトル・ゼの相棒ベネを演じている。

## そのほか
『シティ・オブ』シリーズの第3弾目として『シティ・オブ・マッド』というタイトルのブラジル映画のビデオレンタルが開始されたが、同映画は『バス174』の続編として製作された映画『Última parada 174』を『シティ・オブ・ゴッド』の人気にあやかってシティ・オブ・マッドとして発表しただけの別物の作品である。なお、同映画の中には本作品で主人公をつとめるドグラス・シルヴァがチョイ役で出演している。